# Sesamia fuscifrontia
Sesamia fuscifrontia là một loài bướm đêm trong họ Noctuidae.